# Praon hyperomyzus
Praon hyperomyzus är en stekelart som beskrevs av Saha, Poddar, Das, Agarwala och Dinendra Raychaudhuri 1982. Praon hyperomyzus ingår i släktet Praon och familjen bracksteklar. Inga underarter finns listade i Catalogue of Life.